# El Pasado (álbum de Inna)
El Pasado é o décimo primeiro álbum de estúdio e o segundo em espanhol da cantora e compositora romena Inna. Foi lançado dia 5 de abril de 2024 sob o selo 
da gravadora Global Records. O álbum é composto por 11 faixas totalmente inédidas. Todas as letras foram escritas por Inna e Andrés Alcaraz, produzidas por 
David Ciente e mixadas e masterizadas por Sergiu Musteață.

## Lançamento e Divulgação
Em março de 2024, durante sua passagem pelo México, a artista participou festival Tecate Pa'l Norte de Monterrey, o que gerou grande 
expectativa em torno de seu novo álbum. El Pasado foi apresentado pela primeira vez no dia 4 de abril de 2024, em um evento privado na Cidade do México, 
onde alguns fãs tiveram a oportunidade exclusiva de ouvir as onze músicas do álbum.
O álbum é apresentado através de um minifilme que conta a história de Dolores, uma artista sedutora que muitas vezes se apaixona pelos homens para 
quem canta. Em termos básicos, o álbum fala sobre histórias de amor e situações do passado que partiram o coração de Dolores. O minifilme foi criado 
por Bogdan Daragiu juntamente com Inna e filmado em Marmorosch, sendo produzido pela Loops Production. Todos os videoclipes de todas as faixas foram lançados dia 15 de
abril de 2024, no canal oficial do YouTube da cantora.
Apresentação Ao Vivo
No dia 2 de abril de 2024, durante uma entrevista ao Programa Despierta, do canal mexicano NMás, Inna performou pela primeira vez a faixa Dame la Mano.
Em 18 de maio de 2024, Inna retornou ao México para se apresentar no festival Tecate Emblema.

## Faixas
| El Pasado      |                |                                                         |                |         |  |
| N.º            | Título         | Compositor(es)                                          | Produtor(es)   | Duração |  |
| 1.             | "Primera Vez"  | Elena Alexandra Apostoleanu Andrés Alcaraz David Ciente | David Ciente   | 2:50    |  |
| 2.             | "Como Tú"      | Apostoleanu Alcaraz Ciente                              | Ciente         | 3:59    |  |
| 3.             | "Enferma"      | Apostoleanu Alcaraz Ciente                              | Ciente         | 3:42    |  |
| 4.             | "Hechizo"      | Apostoleanu Alcaraz Ciente                              | Ciente         | 3:06    |  |
| 5.             | "En la Cama"   | Apostoleanu Alcaraz Ciente                              | Ciente         | 2:52    |  |
| 6.             | "LaLaLa"       | Apostoleanu Alcaraz Ciente                              | Ciente         | 2:31    |  |
| 7.             | "El Tiempo"    | Apostoleanu Alcaraz Ciente                              | Ciente         | 2:38    |  |
| 8.             | "Dame la Mano" | Apostoleanu Alcaraz Ciente                              | Ciente         | 2:54    |  |
| 9.             | "Qué Importa"  | Apostoleanu Alcaraz Ciente                              | Ciente         | 2:58    |  |
| 10.            | "Cora"         | Apostoleanu Alcaraz Ciente                              | Ciente         | 2:50    |  |
| 11.            | "Yo Sigo Aqui" | Apostoleanu Alcaraz Ciente                              | Ciente         | 2:59    |  |
| Duração total: | Duração total: | Duração total:                                          | Duração total: | 33:24   |  |